# Jordanska mästerskapen (volleyboll, damer)
Jordanska mästerskapen är den högsta serien i volleyboll för damer i Jordanien.

## Resultat per säsong
| Upplaga              | Podium         | Podium  | Podium       |
| Upplaga              | Guld           | Silver  | Brons        |
| -------------------- | -------------- | ------- | ------------ |
| 2020 mer information | De La Salle VC | Al Nasr | El Mokawloon |
| 2022 mer information | De La Salle VC | Al Nasr |              |
| 2023 mer information | De La Salle VC | Al Nasr |              |

## Medaljörer
| Pos. | Lag            | Guld | Silver | Brons |
| ---- | -------------- | ---- | ------ | ----- |
| 1    | De La Salle VC | 3    | -      | -     |
| 2    | Al Nasr        | -    | 3      | -     |
| 3    | El Mokawloon   | -    | -      | 1     |